# Dominato

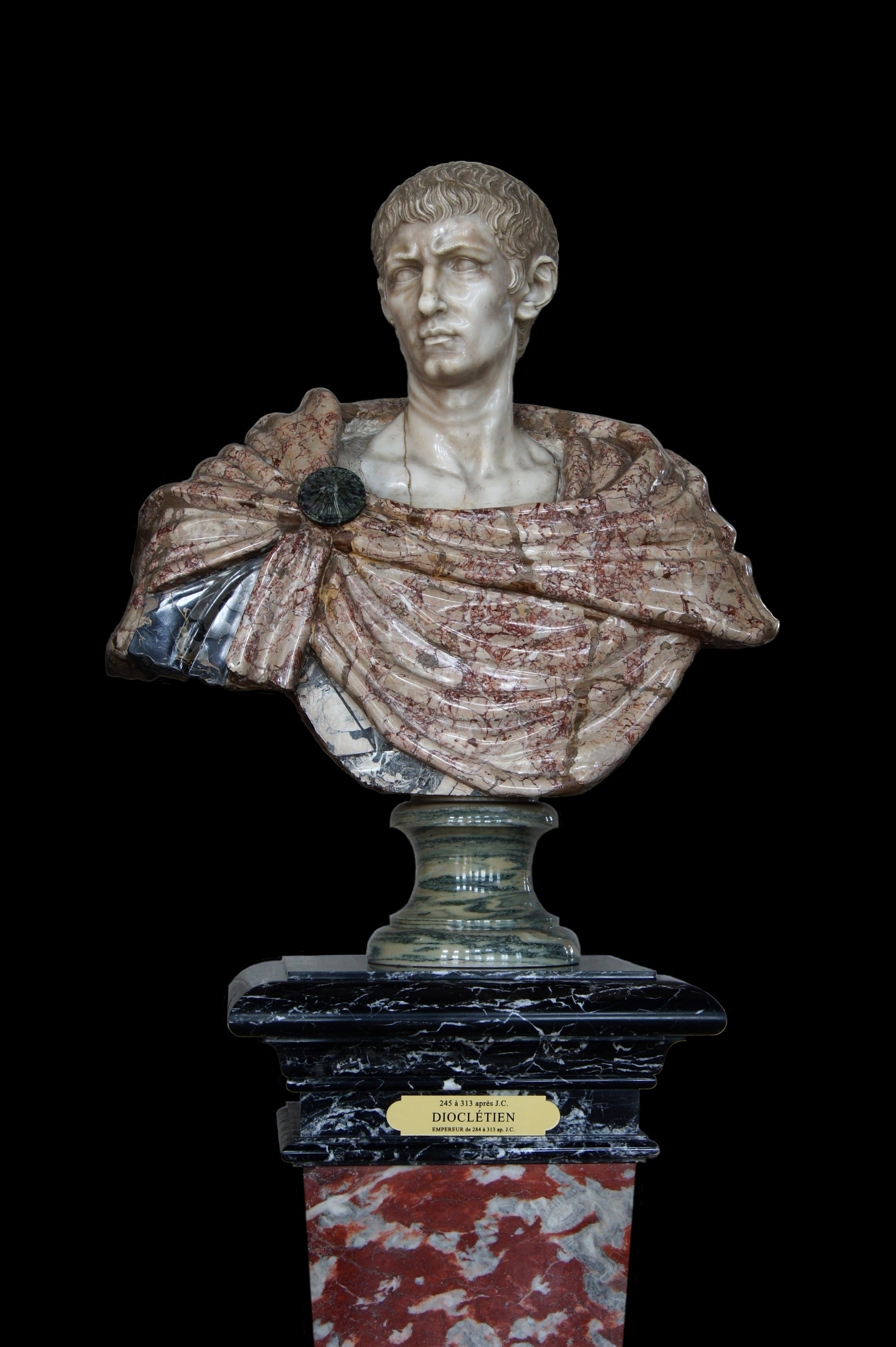
Con Diocleziano, qui raffigurato in un busto di marmo, comincia ufficialmente il periodo del "dominato"

Nell'ambito della storia romana, con dominato si intende comunemente la forma di governo del tardo impero, contrapposta al principato dell'alto impero.
Tale forma di governo era caratterizzata dal dispotismo: l'imperatore, non più contrastato dai residui delle antiche istituzioni repubblicane, poteva disporre dell'Impero come se fosse una proprietà privata, ovvero da padrone e signore, cioè dominus, da cui la definizione di dominatus. Spesso vi erano co-imperatori e una sopravvivenza formale del Senato romano, inoltre l'esercito romano mantenne la sua importanza politica.
Il dominato ebbe convenzionalmente inizio con l'ascesa al potere di Diocleziano nel 284 e la fondazione della tetrarchia, in seguito alla crisi del terzo secolo del 235–284, e terminò in occidente con la caduta della pars occidentis nel 476, mentre in Oriente la data della sua fine è oggetto di dibattito, con alcuni studiosi che la collocano con la morte di Giustiniano I (565) e altri con la morte di Eraclio I (641), quando divenne una pura monarchia assoluta autocratica con il Senato di Costantinopoli ridotto a una semplice assemblea consultiva.

## Storia

### Origine del termine
Il termine moderno Dominato deriva dal latino dominus, che significa signore o padrone. Questo termine era impiegato tradizionalmente dagli schiavi per rivolgersi ai loro padroni, ma fu usato sporadicamente anche per rivolgersi agli imperatori nel corso del Principato, in genere in forma di adulazione eccessiva (o di invettiva politica). Vale la pena ricordare che quando Augusto divenne il primo Imperatore romano, considerò il titolo di dominus («signore») come un grave insulto e sempre lo respinse con vergogna. Svetonio racconta che un giorno, durante una rappresentazione teatrale alla quale assisteva, un mimo esclamò: O dominum aequum et bonum! («O signore giusto e buono!»). Tutti gli spettatori approvarono esultanti, quasi che l'espressione fosse rivolta ad Augusto, ma egli, non solo pose fine a queste adulazioni con un gesto e lo sguardo, il giorno seguente, emise anche un severo proclama che ne vietasse ulteriori piaggerie. Egli, infine, non permise che lo chiamassero dominus né i figli o i nipoti, che fosse per gioco o in tono serio. Anche Tiberio scoraggiò la pratica di chiamarlo dominus, considerandolo un servilismo. Domiziano al contrario ne incoraggiò l'uso, ma fu solo con Aureliano nel 274 che furono fatte battere delle monete con l'iscrizione deus et dominus natus.
Fu solo con Diocleziano che il termine divenne parte della titolatura ufficiale dell'imperatore, una delle riforme radicali di Diocleziano che trasformarono il Principato nel Dominato.

### Transizione dal Principato al Dominato
La transizione dalle due forme di governo, avviata già a partire con Settimio Severo (sotto il quale compare la dicitura dominus in chiave ufficiale e propagandistica), e poi "amplificata" dal 235 con l'ascesa di Massimino Trace e perdurata per tutto il periodo dell'anarchia militare, può dirsi completata nel 285 con l'inizio del regno di Diocleziano, e l'inizio della Tetrarchia. Il dominato fu l'ultima forma assunta dal potere imperiale sino alla fine dell'Impero d'Occidente.
Il Dominato emerse come risposta al cinquantennio di anarchia che prende il nome di Crisi del terzo secolo. Le difficoltà emergenti in quegli anni (usurpazioni croniche, insurrezioni militari, conflitti militari simultanei su più fronti) resero evidenti i punti deboli dello stato romano sotto il Principato, per cui vi fu un'evoluzione graduale dal modello collegiale di governo esistente antecedentemente al 235 a una versione più autocratica che ebbe inizio posteriormente al 285. In poche parole, questi cambiamenti furono caratterizzati dall'esclusione graduale dell'élite senatoriale dagli alti comandi militari e dalla parallela elevazione degli ordini equestri, la riorganizzazione delle forze armate e la creazione di eserciti di campi mobili, cambiamenti nel vestiario imperiale e nelle cerimonie, una politica religiosa mirante all'unità religiosa, riforme monetarie a grande scala, e la creazione di una burocrazia civile per tutto l'impero.
Anche se Diocleziano è comunemente considerato il creatore del Dominato, le sue origini vengono fatte risalire alle innovazioni dei suoi predecessori, in particolar modo quelle di Aureliano (270–275) e di Gallieno (253–268). Non tutti i cambiamenti apportati dal 'Dominato' vennero completati entro l'abdicazione di Diocleziano nel 305; molti cambiamenti vennero introdotti o modificati da Costantino I. Conseguentemente, così come il Principato emerse nel periodo tra il 31 a.C. e il 14 d.C., fu solo nel 337 d.C. che le riforme che portarono all'istituzione del dominato poterono dirsi completate.
Secondo lo studioso John Bagnell Bury, il sistema di governo:
(Bury, J. B. History of the Later Roman Empire From the Death of Theodosius I to the Death of Justinian Vol. I (1958), p. 25)

## Caratteristiche

### Co-imperatori
Sotto il Principato, Augusto e i suoi successori prestarono molta cura nel camuffare la natura autocratica della carica di imperatore (nata dall'accentramento di numerose cariche civili e militari in una singola magistratura), mantenendo formalmente le istituzioni della Repubblica Romana e fingendo che l'imperatore fosse semplicemente il princeps o primo cittadino (primus inter pares), la cui autorità era stata sancita dal Senato. Questo ruolo fu quasi sempre ricoperto da un singolo individuo, e il conferimento della tribunicia potestas al princeps era considerato il momento a partire dal quale l'autorità imperiale poteva essere esercitata. Nel corso del principato, avveniva frequentemente che l'imperatore (o Augustus) nominasse un erede (indicato come Caesar), ma il caesar non aveva accesso dei poteri dell'imperatore, né veniva delegato di alcuna autorità ufficiale.
Fu durante la Crisi del III secolo che l'approccio imperiale tradizionale di un singolo magistrato imperiale con sede a Roma si provò non all'altezza di fronteggiare una serie di multiple e simultanee invasioni e usurpazioni che, per essere fronteggiate efficacemente, richiedevano la presenza dell'imperatore dovunque e simultaneamente. Inoltre, in molti casi, fu la loro assenza a provocare delle usurpazioni in risposta a una crisi locale o provinciale che avrebbe dovuto essere risolta dall'imperatore.
Sotto il Dominato, le responsabilità e gli oneri dell'imperatore fu condivisa tra co-imperatori, ai quali ci si riferiva collettivamente come il Consortium imperii. Fu Diocleziano a introdurre questa forma di governo, con la cosiddetta Tetrarchia, che in origine consisteva nella suddivisione dell'Impero in quattro parti, governate ognuna dai due co-imperatori (augusti) e dai loro due corrispettivi imperatori subordinati (caesares). Il modello tetrarchico resistette dal 293 fino al 324, venendo abolito a causa delle guerre civili tra i tetrarchi, che si conclusero con la vittoria di Costantino I. Con la morte di Costantino nel 337, l'impero fu di nuovo governato collegialmente da più augusti, fino al 350. La divisione dell'Impero in due (talvolta tre) partes, ognuna governata da un imperatore distinto, divenne pressoché permanente nel 364 con l'ascesa di Valentiniano I, che condivise il trono con il fratello Valente. A parte i tre anni di governo solitario di Teodosio I dal 392 al 395 (solo formale tenendo conto del fatto che la pars occidentis fu governata dall'usurpatore Eugenio dal 392 al 394, e che i figli di Teodosio, Arcadio e Onorio, erano già stati associati al trono e nominati Augusti dal padre), questo sistema sarebbe durato fino alla detronizzazione dell'ultimo imperatore d'Occidente nel 476.
Sebbene ogni augustus governasse autonomamente nella porzione dell'impero sotto la sua giurisdizione, tutte le leggi promulgate da uno degli imperatori erano considerate valide in tutto l'impero, anche nelle partes sotto il governo degli altri imperatori.

### Svalutazione del Consolato
Durante la Repubblica Romana, la carica di Console era la più alta magistratura elettiva nello stato romano, con due consoli eletti annualmente. Con il passaggio al Principato, sebbene ogni potere effettivo fosse passato all'imperatore, i consoli erano ancora teoricamente alla testa dello stato, e l'anno era ancora identificato dai due consoli ordinari nominati all'inizio dell'anno. Nel corso del Principato, il consolato rimaneva una carica prestigiosa, seppur come metodo mediante il quale l'aristocrazia romana poteva raggiungere i più alti livelli dell'amministrazione imperiale – solo gli ex consoli potevano diventare legati consolari, proconsoli di Africa e di Asia, o prefetti urbani di Roma.
Di conseguenza, l'alta considerazione del consolato ordinario rimase intatta, in quanto esso era uno delle poche cariche che era possibile condividere con l'imperatore, e nel corso di questo periodo fu ricoperta per lo più da patrizi o da individui discendenti da consoli. Era una carica che poteva essere occupata da un individuo a metà della sua carriera, intorno ai trent'anni per un patrizio, o intorno ai quaranta per la maggioranza degli altri. Se essi erano particolarmente talentuosi, potevano anche essere investiti di un secondo (o, più raramente, di un terzo) consolato. Prima di ricevere il consolato, questi individui avevano già una significativa carriera alle spalle.
Sotto il Dominato, la perdita di molte funzioni pre-consolari e lo sconfinamento degli equites nelle funzioni amministrative e militari tradizionalmente di prerogativa senatoriale significava che le carriere senatoriali avevano termine virtualmente prima ancora della loro nomina a consoli. Questo ebbe l'effetto di far sì che un consolato suffetto venisse concesso a un'età minore, al punto che entro il IV secolo, era detenuto da uomini poco più che ventenni, o addirittura ancora più giovani. Con lo scorrere del tempo, i secondi consolati, di norma ordinari, divennero di gran lunga più comuni rispetto a quanto accadeva nei primi due secoli, mentre il primo consolato era usualmente un consolato suffetto. Inoltre, il consolato nel corso di questo periodo non era più assegnato di norma ai senatori – l'assegnazione automatica di un consolato suffetto ai prefetti del pretorio equestri (a cui erano state date gli ornamenta consularia al momento della loro nomina) consentiva loro di definirsi cos. II quando ad essi veniva concesso successivamente un consolato ordinario dall'imperatore. Tutto ciò ebbe l'effetto di svalutare ulteriormente la carica di console, al punto che all'epoca del Dominato, la detenzione un consolato ordinario era occasionalmente omesso dalle iscrizioni riportanti il cursus honorum, mentre il consolato suffetto era molto raramente menzionato.

### Trasformazione del tradizionale ordine senatoriale

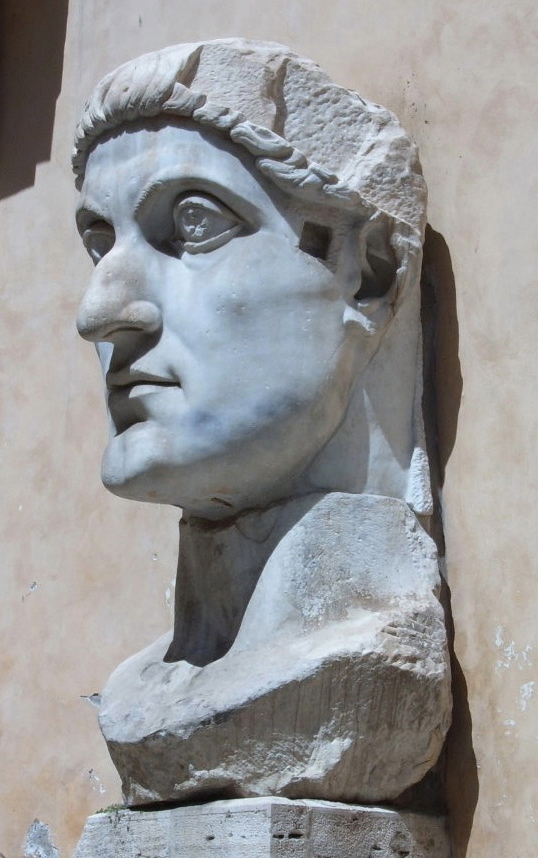
L'Imperatore romano Costantino, che limò molte delle riforme civili e militari iniziate da Diocleziano.

Uno dei cambiamenti chiave nella direzione dell'Impero sotto il Dominato fu la rimozione a grande scala della partecipazione senatoriale nelle funzioni amministrative e militari. Il processo ebbe inizio con le riforme di Gallieno, che rimosse senatori dai comandi militari, che affidò nelle mani degli Equites.
Sotto Diocleziano, la trasformazione militare equestre aveva fatto un passo avanti, con la rimozione di senatori ereditari dalla maggior parte degli incarichi amministrativi e militari (come quello di Legatus legionis). I senatori ereditari furono relegati in incarichi amministrativi in Italia e in alcune province ad essa vicine (Sicilia, Africa, Acaia ed Asia), nonostante il fatto che le cariche amministrative maggiori erano state enormemente moltiplicate dalla triplicazione del numero di province e dall'istituzione delle diocesi. L'esclusione dell'antica aristocrazia italica, sia senatoriale che equestre, dal potere politico e militare che essi avevano monopolizzato per tanti secoli poteva dirsi ormai completa. Il Senato divenne insignificante a livello politico, pur conservando un grande prestigio.
Costantino I, tuttavia, reintrodusse una forma limitata di carriera senatoriale, basandosi sulle magistrature precedenti ma con funzioni alterate. A cominciare con la questura, un ufficio che aveva funto da apprendistato per i senatori ambiziosi durante il Principato, fu degradata durante il Dominato e assegnata ai figli di senatori, con l'età minima legale abbassata a sedici anni. Ciò era seguita da un consolato suffetto e/o una pretura. L'ufficio di Praetor aveva inoltre perso molta della sua influenza, in quanto fu privata di molte delle sue funzioni legali, tanto che sotto il Dominato la sua funzione principale era quella di organizzare i Ludi Romani.
La carica più prestigiosa che un senatore potesse detenere sotto il Dominato era quella di Praefectus urbi; in questo periodo la carica acquisì maggiore potere effettivo, in quanto la corte imperiale lasciò la città di Roma, implicando che i prefetti non erano più sotto la supervisione diretta dell'imperatore. Il cambiamento più significativo era la restituzione del governo delle province all'ordine senatoriale, con le province più estese o più importanti assegnate a quei senatori che avessero detenuto un consolato ordinario. Tuttavia, a differenza che nell'epoca del Principato, il ruolo di governatore perse molto potere, diventando un magistrato prettamente civile senza funzioni militari, anche considerando il fatto che le province si erano enormemente ridotte di estensione, e il loro numero aumentato dalle circa cinquanta preesistenti alle riforme di Diocleziano ad approssimativamente un centinaio.
Il declino nelle funzioni eseguite dalle antiche famiglie senatoriali aristocratiche che assistevano l'Imperatore nella conduzione dell'Impero fu controbilanciato dall'ascesa di una estesa burocrazia imperiale che serviva l'Imperatore in un ruolo subordinato. Interposti tra i governatori e gli imperatori vi era il Vicarius e, sopra di lui, il prefetto del pretorio, entrambi erano cariche civili e non militari. Fu abolita la divisione tra province sotto la giurisdizione del Senato e quelle sotto l'autorità dell'imperatore. Ora tutte le province, diocesi e prefetture del pretorio erano sotto l'autorità dell'imperatore. I prefetti del pretorio avevano estesi poteri amministrativi, finanziari, giudiziari e legislativi. I governatori provinciali erano assunti su sua raccomandazione, e il prefetto del pretorio poteva decidere se destituirli, anche se le sue decisioni per diventare effettive dovevano ricevere l'approvazione dell'imperatore. I soli ufficiali civili posti al di fuori della diretta giurisdizione dei prefetti del pretorio erano i governatori proconsolari di Africa e Asia, insieme ai prefetti urbani di Roma e di Costantinopoli.
L'aumentare dell'apparato amministrativo al servizio diretto dell'imperatore ebbe come conseguenza immediata l'istituzione di molti nuovi uffici burocratici. Questi funzionari statali erano pagati in origine sia in cibo che in denaro, ma nel corso del Dominato, la annona (o razione di cibo) fu convertita in denaro (si veda aderazione). I loro salari giunsero a consumare una considerevole porzione del budget imperiale. Anche se non sono disponibili cifre precise, è stato speculato che i burocrati di stato nella Prefettura del pretorio d'Oriente e nella Prefettura del pretorio dell'Illirico, compreso lo staff del governatore provinciale e diocesano, si aggirava intorno ai 10.000 individui. Questa cifra non comprendeva lo staff dei comandanti militari, o del ministro delle finanze o altri ministeri importanti, ed era comunque di gran lunga maggiore della stima di 300 burocrati di stato impiegati in tutte le province dell'Impero durante il periodo degli imperatori della dinastia giulio-claudia.
Tra le cariche più importanti sotto il Dominato vi erano:
- Quaestor sacri palatii (l'ufficiale responsabile della stesura delle leggi e dei rescritti imperiali in risposta a petizioni)
- Magister officiorum (l'ufficiale responsabile della gestione dei dipartimenti di segreteria nel palazzo, dell'esecuzione delle cerimonie di corte, e del controllo del dipartimento speciale che gestiva l'organizzazione delle cerimonie e le audizioni imperiali)
- Magistri scriniorum (i segretari dell'imperatore, appartenenti ai bureau delle memoriae, epistularum, e libellorum)
- Praepositus sacri cubiculi (il ciambellano dell'imperatore, che esercitava un'autorità generale su tutti gli ufficiali associati con la corte imperiale).

Tutte le cariche importanti comportavano automaticamente l'ammissione al senato, erodendo ulteriormente l'importanza delle tradizionali famiglie senatoriali aristocratiche del Principato sotto il Dominato. Ciò risultò in un corpo senatoriale di circa 2.000 membri durante il regno di Costantino, e questi numeri aumentarono ulteriormente con l'istituzione del senato di Costantinopoli in aggiunta al senato di Roma.
Tutti gli ufficiali di rango più alto nella burocrazia imperiale appartenevano a una delle tre classi introdotte da Costantino I – gli illustres, spectabiles e clarissimi, e tutti erano automaticamente membri dell'ordine senatoriale. I principali ministri,  i magistri militum e altri comandanti militari di alto rango insieme al Praepositus sacri cubiculi erano tutti classificati come illustres, il più alto delle tre nuove classi senatoriali. La seconda classe, quella di spectabiles, era assegnata a un vasto gruppo di funzionari civili, compresi i Proconsoli, vicarii, i governatori militari delle province e i magistri scriniorum.
Il rango di clarissimus era quello minimo per poter essere membro del senato. Era assegnato ai governatori delle province, e a una miriade di altri funzionari minori. Era detenuto da un grande numero di funzionari pubblici imperiali minori, o veniva a essi assegnato dopo il loro ritiro. La generosità degli imperatori nel conferire il rango di clarissimus comportò l'erosione graduale del suo valore effettivo. Di conseguenza gli imperatori cominciarono a elevare molti ufficiali di rango clarissimi al rango di spectabiles, il che a sua volta svalutò il rango più alto di illustres. Questa pressione inflazionaria ingenerò la creazione di un nuovo rango senatoriale entro la metà del VI secolo, quello di gloriosi. Di grado più elevato rispetto a quello di illustres, tutti gli ufficiali di stato di grado più elevato furono riclassificati come appartenenti a questo rango.

### Riforme militari

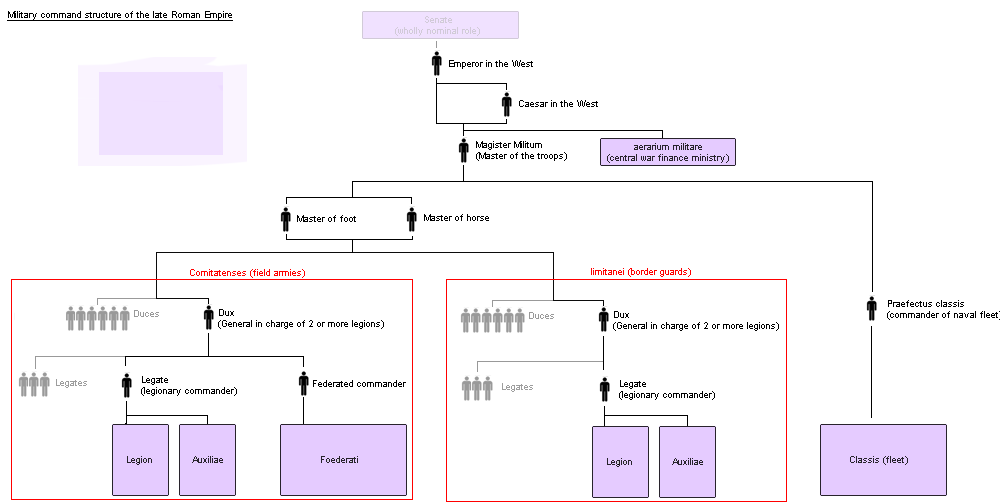
La struttura originaria dei comandi dell'esercito tardo-imperiale, con separati magister equitum e magister peditum in luogo del magister utriusque militiae nella struttura del comando dell'esercito dell'Impero romano d'Occidente.

Sotto il Principato, le province in cui erano di stanza delle legioni erano poste sotto l'autorità proconsolare dell'imperatore, che controllava queste province tramite legati designati (Legatus Augusti pro praetore), mentre le unità di stanza a Roma ricadevano sotto l'autorità del prefetto del pretorio. Nel corso della crisi del III secolo, fu ceduta ai prefetti del pretorio una maggiore autorità sulle questioni militari imperiali, mentre i legati imperiali approfittarono dell'indebolimento dell'autorità centrale per usare le truppe sotto il loro comando per rivoltarsi all'imperatore e usurpare il titolo imperiale.
Fu Diocleziano a dividere inizialmente l'apparato amministrativo militare e l'amministrazione civile in modo da mitigare il rischio di usurpazione da parte dei governatori imperiali o dei prefetti del pretorio, e li riorganizzò entrambi. Sotto la Tetrarchia, i prefetti del pretorio costituivano la massima autorità amministrativa, di dignità inferiore solo all'Imperatore stesso. Sebbene inizialmente costituissero i secondi in comando dell'imperatore in tutte le questioni dell'amministrazione imperiale (militari, civili, giudiziarie, fiscali, ecc.), nel corso del Dominato i prefetti persero gradualmente parte del loro potere cedendolo ad altri uffici: il potere militare ai magistri militum e l'amministrazione civile centrale al magister officiorum. Queste riforme furono la conseguenza sia della mancanza di ufficiali adatti per rivestire i ruoli estesi del prefetto sia del desiderio di ridurre la sfida potenziale all'autorità imperiale posta da un prefetto potente.
Le riforme successive furono intraprese da Costantino I, che riorganizzò il comando militare supremo. Due aspetti significativi della riforma furono: la separazione dei comandanti militari dall'amministrazione civile e la suddivisione dell'esercito in due classi: gli eserciti di campo ("comitatenses") e le truppe di frontiera ("limitanei").  Le armate di campo costituivano la riserva strategica dell'Impero per rispondere alle eventuali crisi mentre le truppe di frontiera erano permanentemente di stanza lungo le frontiere dell'Impero ("limes"). Reclutati dai ranghi delle armate di campo erano le unità di truppe di palazzo ("Palatini"), che scortavano l'imperatore durante i suoi spostamenti lungo l'Impero, fungendo da successore alla Guardia pretoriana del Principato.
Intorno allo stesso tempo, Costantino istituì i nuovi ruoli militari di magistri militum, che costituivano i supremi comandanti militari dell'impero. Il comando della fanteria fu affidato al magister peditum mentre il ben più prestigioso comando della cavalleria fu affidato al magister equitum; essi furono istituiti in ognuna delle quattro Prefetture del pretorio. Con lo scorrere del tempo, il numero e i tipi di magistri subì modifiche e variazioni lungo l'impero. L'istituzione di ufficiali prettamente militari garantì una conduzione militare maggiormente professionale. I magistri detenevano tutti il rango di illustres. In Oriente, entro la fine del IV secolo, vi erano tre magistri militum, per Illyricum, per Thracias, e per Orientem. Ognuno di questi tre magistri militum esercitava il comando indipendente su uno delle tre armate di campo dell'Impero d'Oriente. Vi erano inoltre due magistri militum praesentalis che accompagnavano l'Imperatore d'Oriente e che comandavano ognuno la metà delle truppe di palazzo. Ognuno dei cinque magistri militum erano di pari rango. In Occidente, vi erano in origine quattro magistri militum: i comandanti della fanteria e della cavalleria per Gallias e per Italiam. Con lo scorrere del tempo, divenne frequente che il comando di fanteria e cavalleria fossero affidati alla stessa persona, che assumeva dunque la carica di magister equitum et peditum o magister utriusquae militiae ("comandante di entrambe le milizie"). Entro l'epoca di Stilicone, il magister utriusque militiae costituiva il comandante militare supremo d'Occidente, di autorità inferiore soltanto all'Imperatore stesso, e comandante di metà delle truppe di palazzo. Il magister equitum deteneva il comando su metà delle truppe di palazzo e sull'esercito di campo della Gallia, ma ricadeva sotto il comando del magister utriusque militiae.
A coadiuvare i magister militum erano i Comes rei militaris, che detenevano tutti il rango di spectabiles. In Oriente vi era solo un comes rei militaris, quello d'Egitto ("Comes rei militaris Aegypti"). A differenza dei comites rei militaris d'Occidente, questo comes era posto al comando dei limitanei di stanza in Egitto e dipendeva direttamente dall'Imperatore d'Oriente. In Occidente, vi erano sei comites, di cui cinque al comando di altrettanti eserciti di campo (in Illiria, Africa, Tingitania, Hispania e Britannia) e uno (il Comes litoris Saxonici per Britannias) al comando dei limitanei lungo entrambi i lati del Canale della Manica e sotto la giurisdizione del Comes Britanniarum. I cinque comites rei militaris regolari erano posti sotto il comando del magister utriusque militiae.
Le truppe di frontiera (limitanei) erano poste sotto il comando di duces limitis o "comandanti di frontiera". Questi comandanti erano quelli che si avvicinavano di più nelle funzioni ai legati imperiali del Principato. Alla maggior parte dei duces fu conferito il comando delle truppe di frontiera di una singola provincia, ma alcuni controllavano più province. In Oriente, i duces avevano come loro superiore il magister militum del loro distretto mentre in Occidente dipendevano dal loro rispettivo comes rei militaris.

### Riforme religiose
Il Dominato vide notevoli cambiamenti nella religione ufficiale dell'impero rispetto alle sue origini panteistiche sotto il Principato. La caratteristica principale fu l'elevazione di una divinità suprema che tutti i popoli dell'Impero dovevano venerare. Secondo John Bagnell Bury:
(Bury, J. B. History of the Later Roman Empire From the Death of Theodosius I to the Death of Justinian Vol. I (1958), p. 63.)
Il cambiamento ebbe origine con il regno di Aureliano, che promosse la venerazione del Sol Invictus come la divinità suprema dell'Impero. Sebbene la promozione della venerazione del Sol Invictus non avesse comportato la proibizione del culto delle divinità romane tradizionali, fu vista come segno di favoritismo imperiale, e gli imperatori collegarono il suo culto al benessere dello stato e alle vittorie militari conseguite.
Successivamente, fu sotto il regno di Diocleziano che la venerazione dell'imperatore fu adottata con pienezza dagli imperatori, come metodo di esprimere fedeltà allo stato. In precedenza, gli imperatori deceduti erano stati venerati come divi in tutto l'impero. Gli imperatori viventi erano stati venerati come dei nella metà orientale dell'impero fin dai tempi di Augusto, ma questa pratica non era stata incoraggiata ufficialmente durante il Principato, e non fu introdotta in Italia. Fu Diocleziano a rendere la venerazione degli imperatori viventi parte ufficiale del mosaico religioso dell'intero impero. Per facilitare ciò, Diocleziano fu collegato al dio Giove, mentre il suo collega Massimiano fu associato con Ercole.
Fu sotto Costantino I che la trasformazione religiosa cominciò ad assumere la forma che caratterizzò il tardo Dominato, con Costantino che inizialmente favorì la venerazione di una sola divinità, il Sol Invictus. Nel corso del suo regno, l'identificazione del Sol Invictus con il dio principale cominciò a fondersi con il Dio Cristiano. Per evitare di offendere i Cristiani, Costantino abbandonò la rivendicazione formale dell'imperatore di essere una divinità e cessò di richiedere sacrifici all'imperatore, pratica che faceva parte del culto imperiale. Nel tentativo di accontentare sia Cristiani che pagani, Costantino adottò due nuovi simboli religiosi nella iconografia imperiale, nella forma del Chi Rho e del Labarum. Entro la morte di Costantino nel 337, questo processo poteva dirsi completato, con la conversione ufficiale di Costantino al Cristianesimo poco prima di spirare.
Nella corte imperiale, i Cristiani cominciarono a essere favoriti, a detrimento dei pagani. Questo non cominciò a ostacolare immediatamente l'avanzamento di carriera di cortigiani pagani dopo la sconfitta di Massenzio del 312, in quanto gli effetti completi divennero evidenti solo con la proibizione del paganesimo alla fine del IV secolo. Tuttavia, come risultato del patrocinio imperiale di Costantino e dei suoi figli, il Cristianesimo emerse rapidamente come religione ufficiale dell'impero, anche se ci volle del tempo affinché fossero abolite molte vestigia del culto imperiale (ad esempio gli imperatori continuarono ad assumere la carica di Pontifex Maximus, principale sacerdote dei culti pagani, fino al 381).
Entro l'epoca di Teodosio I, l'organizzazione della Chiesa Imperiale si era allineata all'amministrazione civile dell'Impero. Ogni città aveva un Vescovo, ogni provincia aveva un Metropolita, e ogni diocesi civile aveva un Esarca. Al livello delle Prefetture del Pretorio vi erano i cinque Patriarcati. L'autorità del Vescovo di Roma si estendeva sull'intera metà occidentale o latina dell'Impero, oltre alla Prefettura del pretorio dell'Illirico. La giurisdizione del Patriarcato di Costantinopoli si estendeva sulle diocesi civili di Tracia, Ponto e Asia. Il Patriarcato di Alessandria corrispondeva alla Diocesi d'Egitto. Il Patriarcato di Antiochia aveva giurisdizione sulla maggior parte della Prefettura del pretorio d'Oriente, mentre il più piccolo Patriarcato di Gerusalemme dominava le tre province palestinesi.
Gli imperatori avevano, con il tempo, concesso molti privilegi al clero e alle chiese. Per prima cosa, tutto il clero, compresi i detentori degli offici religiosi pagani, furono esentati dal pagamento delle tasse. Non vi erano restrizioni alle chiese che ricevevano lasciti testamentari, e a esse furono concessi gli stessi diritti che avevano i templi pagani nel garantire asilo a chiunque lo richiedesse. Ai Vescovi fu concesso di rivestire il ruolo di giudici nei casi civili a condizione del consenso di entrambe le parti in causa, e la sentenza del vescovo era inappellabile. Lo stato fece uso sempre maggiore delle autorità ecclesiastiche nell'amministrazione locale a causa del declino della vita civica nelle comunità urbane, che coincise con l'incremento dell'influenza locale dei vescovi. Infine, ai vescovi fu concesso lo stesso ruolo del defensor civitatis, che era responsabile della protezione dei poveri dagli abusi dei funzionari del governo e da altri individui potenti, e il vescovo in questi casi poteva portare casi di illegalità direttamente all'imperatore.

### Declassamento di Roma
Uno dei segni più evidenti dei cambiamenti apportati nel corso del Dominato fu il declassamento di Roma dal suo status di residenza ufficiale dell'imperatore. Vi era stato già un precedente per mano di Gallieno nel 260, che spostò la corte imperiale a Mediolanum in risposta a un sospetto attacco futuro per mano dell'usurpatore Postumo nonché per difendere l'Italia dai saccheggi degli Alemanni.
Roma venne sempre più considerata una residenza troppo distante dalle frontiere che andavano difese dagli attacchi nemici. In Occidente, Mediolanum era considerata una residenza imperiale migliore dal punto di vista strategico, in quanto permetteva di accedere rapidamente attraverso le Alpi sia alle province danubiane in oriente che alle province del Reno e della Gallia a occidente. Inoltre, era ben posizionata per difendersi dalle incursioni attraverso i passi alpini. Questa decisione fu confermata quando Diocleziano istituì la Tetrarchia, e il suo collega Massimiano fissò informalmente Mediolanum come la residenza ufficiale dell'Augusto occidentale. Diocleziano, conscio che la minaccia persiana portata alle province orientali richiedeva la presenza continua dell'imperatore, scelse come sua capitale orientale la città di Nicomedia. Nel frattempo, i Cesari scelsero ognuno una residenza imperiale – Costanzo Cloro scelse Augusta Treverorum, mentre Galerio Sirmio.
In seguito al collasso della Tetrachia, Costantino I in un primo momento scelse come sua capitale imperiale Ulpia Serdica per poi fondare una nuova capitale imperiale sul sito dell'antica città greca di Bisanzio, che chiamò Costantinopoli. Quest'ultima città sostituì definitivamente Nicomedia come residenza imperiale dell'imperatore in Oriente nel 330. Costantinopoli rimase la capitale delle province orientali per tutto il periodo del Dominato.
In Occidente, Mediolanum rimase la residenza imperiale fino al 402, allorquando le ripetute invasioni del re visigoto Alarico I costrinsero l'imperatore d'Occidente Onorio a trasferirsi nella città di Ravenna, fortemente fortificata e protetta dalle paludi. Ravenna rimase la capitale imperiale occidentale fino alla perdita dell'Italia nel 476. Anche se Roma fu reincorporata nell'Impero da Giustiniano I nel 540, fu Ravenna che fu designata come residenza ufficiale dell'Esarca, il governatore che rappresentava l'imperatore in Italia. Ravenna avrebbe mantenuto tale posizione fino al 751, quando l'Impero bizantino perse definitivamente le province dell'Italia Centrale a vantaggio dei Longobardi.

### Cambiamenti stilistici
Diocleziano e i suoi colleghi e successori augusti cessarono di usare il titolo più modesto di princeps, diventando dei veri e propri despoti orientali, come i monarchi dell'antico Egitto e della Persia. Ad esempio cominciarono a indossare scarpe e abiti ornati di pietre preziose in contrasto alla semplice toga praetexta usata dagli imperatori nel corso del Principato, e importarono dalle monarchie despotiche orientali rituali come l'inginocchiarsi al cospetto dell'imperatore, e il bacio dell'orlo del vestito imperiale (Proskýnesis).
Gli imperatori abitavano in palazzi sontuosi (le rovine del palazzo enorme di Diocleziano in Dalmazia sopravvivono ancora oggi; si veda Palazzo di Diocleziano) ed erano circondati da una corte di individui che, solo grazie al favore e alla vicinanza dell'imperatore, conseguivano i più alti titoli onorifici e le più alte funzioni burocratiche. I titoli di Senatore e di Console, dopo la perdita di ogni residuo di potere politico che essi avevano detenuto durante il Principato, divennero meri titoli onorifici nel Tardo Impero.
Lo studioso David Potter descrive la trasformazione del governo sotto Diocleziano per quanto riguarda i cambiamenti nel modo in cui l'imperatore mostrava il suo potere (in questo caso la costruzione di un immenso nuovo palazzo a Sirmio):
(David Potter, The Roman Empire at Bay, AD 180-395, p. 290.)
L'adozione di Dominus come titolo formale rifletteva lo status divino (divus) che era divenuto prerogativa dell'imperatore. In origine un onore eccezionale assegnato postumamente a un imperatore dal Senato, l'elevazione a divo divenne la norma anche per Cesari ancora viventi. Per disincentivare le rivolte e le usurpazioni che avevano caratterizzato la Crisi del III secolo, gli imperatori cercarono quel genere di legittimazione divina del loro potere usato dalle monarchie orientali. Persino alcuni imperatori cristiani, come Costantino, erano venerati dopo la morte. Anastasio I fu l'ultimo imperatore noto a essere consacrato divus alla sua morte (518). Il titolo sembra essere stato abbandonato successivamente a causa della sua improprietà spirituale. Si veda Culto imperiale.
Il titolo di Dominus Noster, abbreviato in D.N. nella monetazione bizantina, fu usato dagli imperatori bizantini fino alla metà dell'VIII secolo, come dimostra l'evidenza numismatica. Nella metà orientale dell'Impero, soprattutto a partire da Giustiniano I, il Dominato evolse in assolutismo autocratico. Secondo Procopio di Cesarea Giustiniano introdusse dei cambiamenti nel cerimoniale di corte: costrinse i cortigiani e i magistrati a dirsi suoi "servi" e a chiamarlo sempre despotes (l'equivalente greco di dominus), proibendo l'uso di basileus (imperatore); inoltre apportò dei cambiamenti nel modo in cui dovessero essere eseguita la proskynesis e la prosternazione, riti di sottomissione politici e teocratici orientali.

## Elenco deiDomini
- Settimio Severo (193-211 d.C.)
- Caracalla (211-217 d.C.)/Geta (211-212 d.C.)
- Macrino (217-218 d.C.)
- Eliogabalo (218-222 d.C.)
- Severo Alessandro (222-235 d.C.)
- Massimino Trace (235-238 d.C.)
- Gordiano I (238 d.C.)/Gordiano II (238 d.C.)
- Pupieno (238 d.C.)/Balbino (238 d.C.)
- Gordiano III (238-244 d.C.)
- Filippo l'Arabo (244-248 d.C.)
- Decio (249-251 d.C.)
- Treboniano Gallo (251-253 d.C.)
- Emiliano (253 d.C.)
- Valeriano (253-260 d.C.)/Gallieno (253-268 d.C.)
- Claudio il Gotico (268-270 d.C.)
- Quintillo (270 d.C.)
- Aureliano (270-275 d.C.)
- Tacito (275-276 d.C.)
- Probo (276-282 d.C.)
- Caro (282-283 d.C.)
- Carino (283-285 d.C.)/Numeriano (284 d.C.)
- Diocleziano (284-305), istituisce la tetrarchia; con Massimiano
- Costantino I (306-337)
- Costanzo II (350-360)
- Giuliano (360-363)
- Gioviano (363-364)
- Valentiniano I (364-375)
- Valente (364-378)
- Graziano (375-383)
- Valentiniano II (375-392)
- Teodosio I (379-395)

Imperatori in occidente:
- Onorio (395-423)
- Valentiniano III (423-455)
- Petronio Massimo (455)
- Avito (455-456)
- Maggioriano (457-461)
- Libio Severo (461-465)
- Antemio (467-472)
- Olibrio (472)
- Glicerio (473-474)
- Giulio Nepote (474-475/480)
- Romolo Augusto (475-476)